# Mercury–Atlas–7
A Mercury–Atlas–7 a Mercury-program negyedik repülése volt űrhajóssal a fedélzeten, egyúttal a második olyan, amelyen a NASA-nak Föld körüli pályára sikerült állítania egy ember vezette űrhajót. A repülés Aurora 7 néven is ismert, mivel élve az íratlan előjogával, az űrhajó utasa választása szerint ezzel a hívójellel folyt a kommunikáció az irányítás és közte. A 18-as sorozatszámú Mercury űrhajó 1962. május 24-én startolt Cape Canaveral 14-es indítóállásáról, fedélzetén Scott Carpenter űrhajóssal, a haditengerészet berepülőpilótájából az Eredeti Hetek tagjával. Eredetileg Donald "Deke" Slaytont jelölték a repülésre (ez esetben a Mercury kabin hívójele Delta 7 lett volna), de pár hónappal a start előtt Slaytonnál szívproblémákat mutattak ki az orvosok, így tartaléka, Carpenter lépett előtérbe.
A repülés három Föld körüli keringésig tartott, a start és a vízreszállás között 4 óra 56 perc 5 másodperc telt el. A repülés lényegében John Glenn repülésének megismétlése volt, ezzel igazolva a közvélemény és az űrverseny másik szereplője, a Szovjetunió felé, hogy az első repülés nem volt véletlen siker, hanem magabiztosan birtokolják egy űrhajó(s) orbitális reptetésének képességét. Az űrhajó egy 260x154 km-es, 32,5°-os hajlású ellipszispályán repült, 88 perc 18 másodperc alatt megtéve egy-egy teljes keringést.
Carpenter számára Glennétől eltérő, sokkal inkább tudományos, mintsem az űrhajó irányítását célzó, mérnöki feladatokat tartalmazó tervet készítettek és az űrhajós ezt végezte el. Ám a repülés során időhiányból, vagy figyelmetlenségből Carpenter sok hibát vétett, amelynek fő következménye a vészesen sok hajtóanyag felhasználás lett. A repülés ugyanakkor sikereket is hozott, többek között sikerült megfejteni a Glenn repülésén megjelent jelenséget, amikor időről-időre fényló részecskék jelentek meg a hajó körül (a kabin külső falára fagyott jégszilánkok voltak, amelyek a napsütés hatására váltak le a kabinról és csillogtak a napfényben).
A leszálláskor az űrhajós több hibát is vétett: rossz szögbe állította a kabint a fékezéshez, késve indította be a fékezőrakétákat, emiatt végül több mint 400 kilométerre túlrepült a kijelölt leszállási ponton. A mentőcsapatoknak közel 1 óráig nem volt kapcsolata az űrhajóssal (a sajtó a legrosszabbtól, Carpenter elvesztésétől tartott), ám végül a USS Intrepid mentőegységei megtalálták és kiemelték a hullámokon mentőtutajon hánykolódó Carpentert.
A repülés után az űrhajós James Webbtől, a NASA igazgatójától megkapta a Kiváló Szolgálatért érdemrendet, ám az elemzők szerint Carpenter sok hibát vétett, ezért később nem tartottak rá igényt űrhajósként.

## Személyzet
| Beosztás   | Asztronauta                   | Asztronauta                   |
| ---------- | ----------------------------- | ----------------------------- |
| Parancsnok | Scott Carpenter (1) űrrepülés | Scott Carpenter (1) űrrepülés |

Tartalék személyzet
| Beosztás            | Asztronauta                  | Asztronauta                  |
| ------------------- | ---------------------------- | ---------------------------- |
| Tartalék parancsnok | Walter Schirra (2) űrrepülés | Walter Schirra (2) űrrepülés |

(1) Zárójelben a sikeres űrrepülések száma személyenként, beleértve ezt a missziót is.

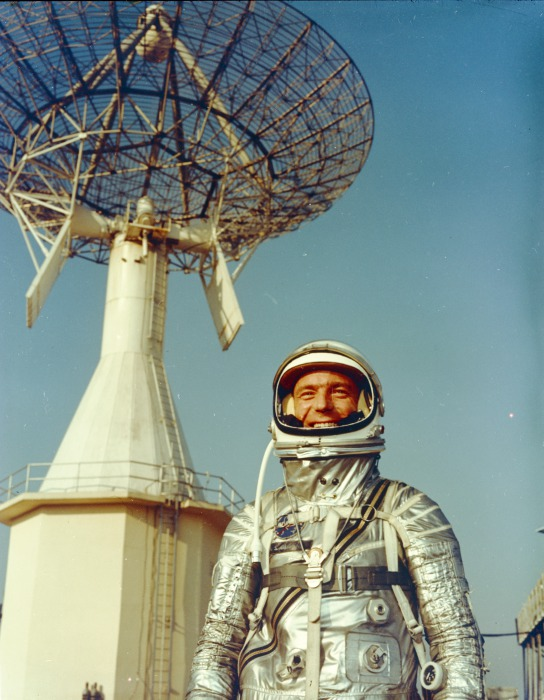
Scott Carpenter sajtóportréja 1962-ből

## Előzmények
A Mercury-programot azzal a céllal indította el az Egyesült Államok, hogy az űrversenybeli lemaradásukat behozzák a Szovjetunióval szemben és a hidegháború eme szimbolikus frontján is visszavágjanak a Szputnyik–1-gyel, majd az azt követő űrszondákkal őket ért közvélemény előtti presztízsveszteségért. A cél érdekében Eisenhower elnök megalapította a NASA-t, ahová összpontosították a hadseregnél szétszórtan már előkészületben levő, a világűr elérést irányzó projekteket. illetve azok eszköz- és szellemi állományát. Majd 1958. október 7-én (a nyilvánosság előtt pedig 1958. december 17-én) magát a programot is elindították fő célkitűzésként a világ első űrhajósának világűrbe juttatását tűzve ki célul. Ám ezt a célt nem sikerül teljesíteni, mivel a tesztek elhúzódása miatt a szovjetek előbb, 1961. április 12-én bocsátották fel a világ első űrhajósát, Jurij Gagarint a Vosztok–1 fedélzetén. Az új amerikai elnök, John F. Kennedy nyomására egy űrugrást teljesített Alan Shepard, de a fő cél egy amerikai űrhajó(s) minél előbbi Föld körüli pályára bocsátása, Gagarin teljesítményével egyező, vagy nagyobb teljesítmény bemutatása volt volt, a lehető legkisebb időkülönbséggel a szovjet első repüléséhez képest.

### Tesztek
A repülés kulcsa, a vadonatúj, az USA-ban egyedüliként egy 1,5-2 tonnás tárgy első kozmikus sebességre gyorsítani képes Atlas rakéta meglehetősen megbízhatatlanul teljesített és a tesztrepüléseken több hiba merült fel, amelynek következtében a NASA nem engedélyezhette az első éles emberes kísérletet. A tesztrepülések sorában a Mercury-Atlas–1 felrobbant a repülés 58. másodpercében, vélhetően a rakéta szerkezeti gyengeségének következtében, majd a Mercury–Atlas–2 sikeres repülésen feledtette a hibát. Ezt követően a szerkezetileg megerősített Atlas rakéta a Mercury–Atlas–3 repülésen ismét csődöt mondott, az irányítórendszerének hibája miatt távirányítással fel kellett robbantani. A Mercury–Atlas–4 már szerencsésebb volt és a robot űrhajóssal a fedélzeten egy Föld körüli fordulatot teljesített a Mercury kabin.
A NASA döntése szerint a rossz megbízhatóság miatt még egy tesztrepülést kellett a programba beiktatni, mielőtt embert engedtek ülni az űrhajóba: egy majommal a fedélzeten próbálták szimulálni a későbbi emberes repülést. A Mercury–Redstone–2 mintájára, amikor Ham, a csimpánz repült és közben feladatokat oldott meg, egy Enos nevű hím csimpánzt idomítottak egy viszonylag bonyolult feladatsorra és bocsátották fel 1961. november 29-én a Mercury-Atlas–5-tel. A teszt sikeres volt, bár egy, a kormányrendszerben támadt hiba folytán három keringés helyett már a második végén le kellett hozni az űrhajót.

### Űrugrások

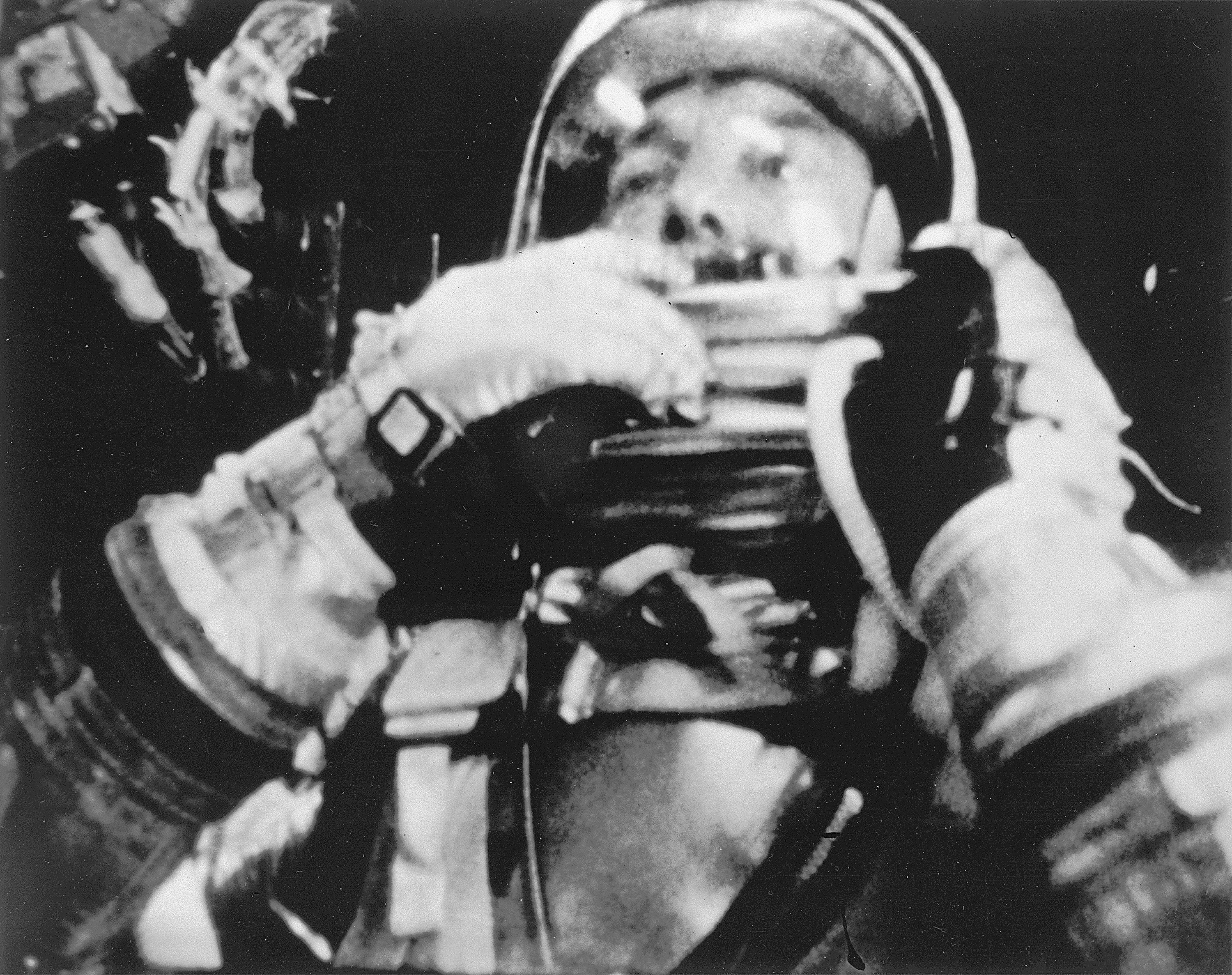
Alan Shepard a Mercury–Redstone–3 repülés közben

A NASA még 1960 végén döntött a tesztrepülések folyamatának megváltoztatásáról. Az orbitális repülések előkészületeinek sorozatos problémái és az ebből fakadó késlekedés miatt merült fel egy alternatíva, amely egyrészt olcsóbb teszteket tett lehetővé, másrészt hamarabb lehetett általa egy űrrepülést kivitelezni a közvélemény számára. Ez a lehetőség a szuborbitális repülés, vagy más néven az ún. űrugrás volt, amelynek során csak a földfelszíntől mért távolság tekintetében érték el a világűrt egy űrhajóval, a FAI által lefektetett szabályrendszer értelmében messze nem. A kb. 400-500 kilométeres vízszintes távolságon, parabolapályán 180–190 km magasságba emelkedő űreszközökkel a repülés legtöbb fizikai paraméterét modellezni lehetett, különösen a kritikusnak számító légkörbelépést, hozzávetőleg a teljes orbitális teszt költségének 40%-ért. Ám Jurij Gagarin sikeres repülésére válaszul a közvélemény megnyugtatására a tesztrepüléseket „előléptették” űrrepüléssé – még ha technikai értelemben hatalmas különbség is volt az amerikai és a szovjet teljesítmények között – és a Redstone rakétával felszálló első emberes repülést állították be úgy, mint Amerika első űrrepülését.
1961. május 5-én Alan Shepard szállt fel Cape Canaveralről a Freedom 7 fedélzetén, hogy egy 15 perc 22 másodperes repülés végén 487 kilométerrel távolabb sikeresen leszálljon az Atlanti-óceánon. A repülés csúcspontján mért 187,4 kilométeres magassággal Shepard a 100 kilométer magasan húzódó elméleti határ, a Kármán-vonal felett járt, fizikai értelemben a világűrben, ezzel teljesítve a NASA „propagandacélját”. 1961. július 21-én az űrügynökség egyfajta íratlan szabály szerint – miszerint a lehető legrövidebb időn belül meg kellett ismételni a szabályt, hogy az űrversenybeli ellenfél lássa, hogy tudatos repülésekről van szó és az első kísérlet sem a véletlen szerencse műve volt – megismételte a repülést. Ezúttal Gus Grissom szállt fel a Liberty Bell 7 névre keresztelt Mercury űrhajóban, hogy Shepardhoz hasonlóan egy negyedórás út során 190 kilométer magasságot elérve szálljon le az óceán vizére. Bár maga a repülés rendben lezajlott és a műveleteket sikeresnek is ítélte a NASA, a leszállás után egy új fejlesztésű, első ízben kipróbált lerobbantható kabinajtó meghibásodott, véletlenül lerobbant nagy mennyiségű tengervizet engedve a helikopteres kiemelésre várakozó kabin belsejébe, amely események hatására maga az űrhajó elsüllyedt a 4500 méter mély tengerfenékre, Grissom pedig kis híján megfulladt. A tesztek ezen formáját sikeresnek minősítették, a közvélemény valamelyest megnyugodott, de a tervekben szereplő további két űrugrásos tesztrepülést törölte és minden erejét az orbitális repülés előkészítésére összpontosított a továbbiakban az űrhivatal.

### Mercury–Atlas–6

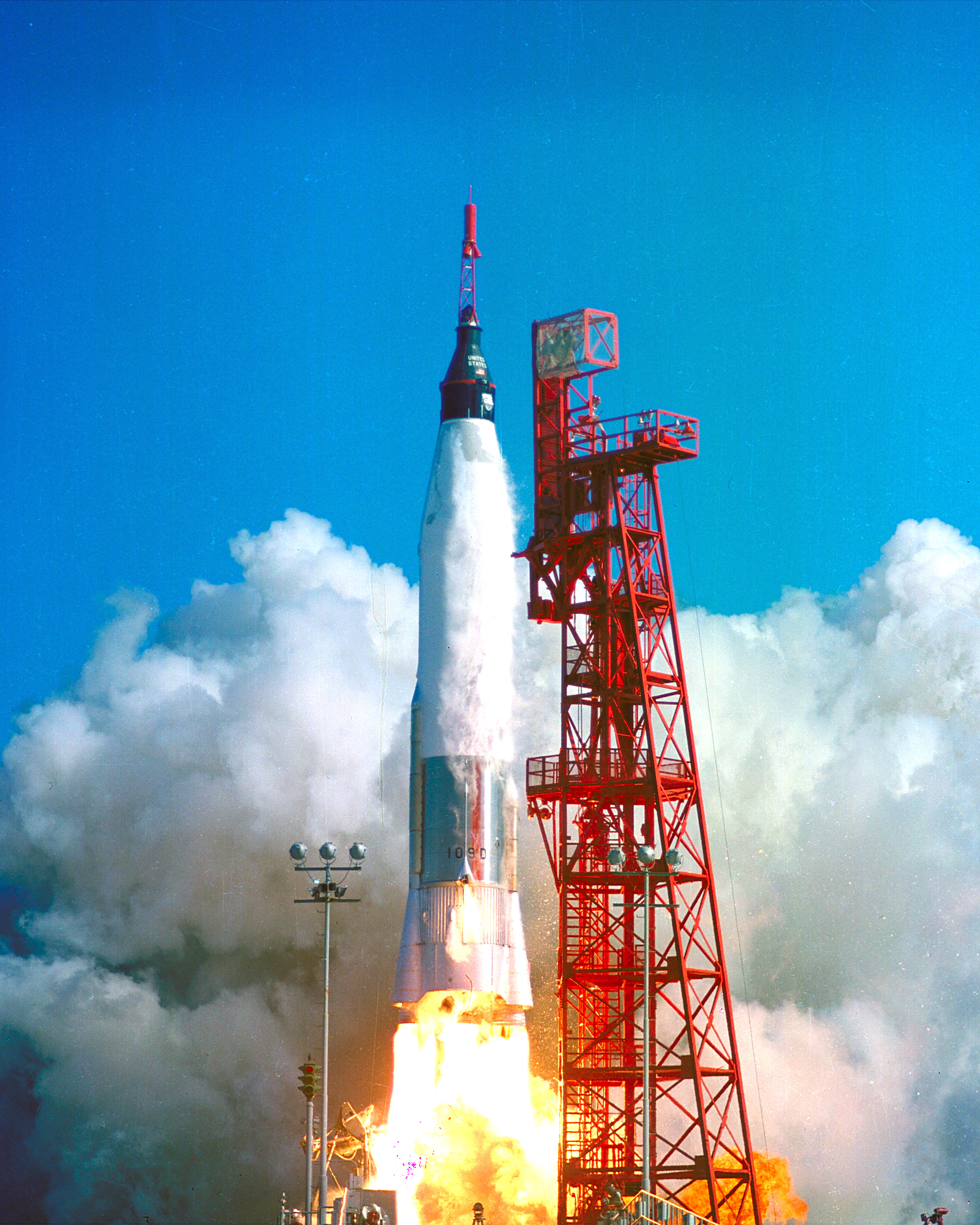
A Mercury–Atlas–6 startja

A teszteket követően a NASA még tett egy kísérletet, hogy a közvélemény várakozása szerint még 1961-ben megtörténjen, ám a realitás a következő év, 1962 eleje volt és először 1962. január 27-re tűzték ki a startot, majd hol az időjárás, hol technikai hibák miatt ezt többször le kellett halasztani, így jutott el a NASA február 20-ig, amikor végül nem volt akadálya az űrhajó felbocsátásának. Az űrhajós személye már korábban eldőlt. Hivatalosan az Enos útja utáni sajtótájékoztatón, 1961. november 29-én nevezte meg a NASA a pilótát. A Mercury-program vezetése a két űrugrás során tartalék űrhajós szerepkört betöltő, ezért két konkrét repülés kiképzésén is részt vett John Glennt jelölte a repülésre (tartalékként ekkor Scott Carpentert jelölték). Glenn – előjogával élve – a Friendship 7 hívójelet választotta, ezzel az űrhajó nevét is megválasztva.
A startra 1962. február 20-án floridai idő szerint 9:47:39-kor (14:47:39 UTC) került sor. Az Atlas ezúttal tökéletesen működött és az űrhajó a tervezettel szinte megegyező 159x265 km-es ellipszispályára állt. Glenn feladatai a műszerek figyelése, a földfelszín megfigyelése, különböző testmozgások végzése és vizuális megfigyelési gyakorlatok, valamint az űrhajó manuális irányítása voltak. Az első keringésben az űrhajó tökéletesen működött, egészen a kör végén merült fel egy kisebb probléma, az egyik kormányfúvóka kezdett hibásan működni, amelynek hatását innentől kezdve Glennek kellett időről-időre manuálisan kompenzálnia. Ezen kívül Ausztráliában sikerült megfigyelni Perth városát, illetve a Csendes-óceán felett rejtélyes szikrák (Glenn megfogalmazásában „szentjánosbogarak” jelentek meg az űrhajó körül (csak jóval később sikerült megfejteni a jelenséget, amely az űrhajó falára fagyott zúzmarának a napfény hatására való leválásával keletkezett jégszilánkok voltak, amelyek a napfényben fényesen csillogtak, mint a szikrák). Az első keringés végén egy műszer azt mutatta, hogy a hőpajzs nincs rögzített állásban, a visszatéréshez szükséges fékezéskor leválhatott. Az irányítás innentől a probléma megoldásán dolgozott.
A második és harmadik keringés is hasonlóan telt, mint az első, vizuális megfigyelésekkel, a hibás fúvóka eltérítő hatásának manuális kompenzálásával. A folyamatos ellenkormányzás viszont túl sok hajtóanyagot emésztett fel, egy idő után hagyták sodródni az űrhajót. A harmadik keringés végén eljött a leszállás ideje. Az irányítás utasította Glennt, hogy az ún. leszálló csomag (egy bőrszíjakkal a hőpajzs alá erősített fékező rakétacsomag) leválasztását ne végezze el, hanem hagyja a helyén addig, míg a légkörbelépéskor keletkező hő magától elégeti és leválasztja azt, viszont így lehetővé téve, hogy a lehető legtovább rögzítve maradjon a hőpajzs, amikor már a légerők is a helyén tudták tartani. A megoldás működött, Glenn az aggodalmak ellenére sima leszállást mutatott be annak ellenére, hogy a leszálláskor az űrhajót nem sikerült stabilizálni a hajtóanyag idő előtti kifogyása miatt és a Friendship 7 messze a tervekben szereplő mértéken túli himbálózást produkált. Végül az űrhajó 4 óra 55 perc 23 másodperc repülés után szállt le az Atlanti-óceánra a Turks- és Caicos-szigetek közelében, 64 kilométerre a tervezett leszállási ponttól. Az űrhajóst a USS Noa romboló vette a fedélzetére.
A repülést követően John F. Kennedy elnök a Kiváló Szolgálatért Érdeméremmel tüntette ki Glennt.

### A Slayton–ügy

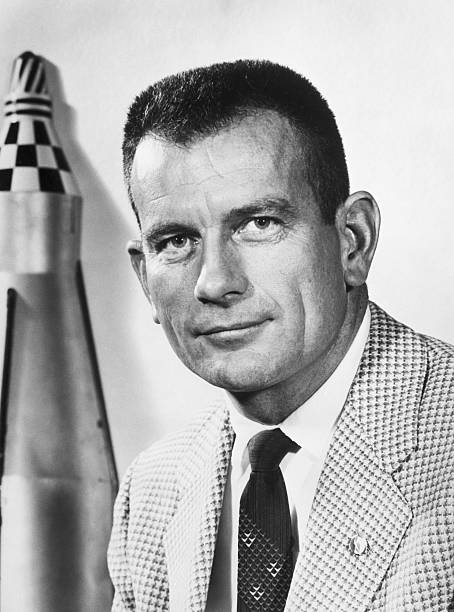
Deke Slayton, mint Mercury űrhajós

A Mercury–Atlas–7 legénységét még 1961. november 29-én megnevezte Roberth Gilruth Deke Slayton pilóta és Wally Schirra tartalékpilóta személyében. Slayton el is kezdte a gyakorlást a repülésre – még a hívójelét, az űrhajó nevét (Delta 7) is megválasztotta –, ám 1962. március 15-én, mindenki számára váratlanul egy szívproblémára hivatkozva visszavonták a jelölését és Scott Carpentert jelölték meg pilótaként.
Slayton szívproblémája nem volt ismeretlen, sem új keletű probléma a NASA-n belül. A hivatalosan idiopatikus kamrai fibrilláció néven említett rendellenességet még 1959 augusztusában felfedezték nála az első centrifugateszt során: ismeretlen okból véletlenszerűen a szív tetején levő egyik izom rendellenesen működött, amitől néha kimaradt egy-egy szívdobbanás. Ám ettől Slayton fizikailag még ugyanolyan magas szinten teljesített, mint társai és nem befolyásolta semmiféle teljesítményében a rendellenesség. Ekkor az űrhajósjelölt kivizsgáltatta magát a philadelphiai Haditengerészeti Kórházban, ahol az az orvosi következtetés született, hogy a rendellenességnek semmiféle hatása nincs Slayton űrhajóskénti foglalkoztatására. Az űrhajósok mellé kirendelt orvos azonban nem osztotta kollégái véleményét és további vizsgálatra utalta be Slaytont a san antonioi Légierő Repülőorvosi Oktató Kórházába, ahol megerősítették a philadelphiai diagnózist. Ennek ellenére az orvoscsoport egyik tagja levelet írt James Webb NASA igazgatónak, hogy Slaytont ne osszák be egy repülésre sem. Végül az űrhajósok orvosa a Légierő Tisztifőorvosához fordult döntésért, aki azt válaszolta, hogy nincs szükség további teendőkre, Slayton repülhet űrhajón.
1962 elején James Webb – emlékezvén a korábbi bizonytalanságra Slayton orvosi alkalmasságát illetően – felkérte a Légierőt (mivel Slayton hivatalosan a légierő szolgálatában állt) egy újabb kivizsgálásra. Ennek hatására a légierő részéről a NASA-hoz delegált repülőorvos-csoport elvégezte a részletes vizsgálatokat és repülésre alkalmasnak nyilvánította Slaytont. Az eredményeket Washingtonban az Űrorvosi Intézet vezetője és helyettese validálta. Az ügy azonban felkeltette a Légierő Tisztifőorvosának figyelmét, aki összehívott egy nyolc orvosból álló bizottságot, akiknek az lett a feladata, hogy felülvizsgálják az előző orvosi döntést. A bizottság is repülésre teljesen alkalmasnak találta Slaytont. Ám Webb még egy független orvoscsoportot is megbízott: egy három országos szaktekintélyből álló csoport is megvizsgálta Slayton leleteit, ám ők nem tudtak egyértelmű következtetést levonni, az ő szakvéleményük szerint „nem lehet határozottan kijelenteni, hogy Slayton fizikai teljesítményét nem veszélyezteti-e a szívének állapota”. Azt is javasolták Webbnek, hogy a bizonytalanság okán, ha van másik alkalmas űrhajósa Slayton helyett, inkább mást jelöljön a repülésre.
Webb ezután nem vállalta a kockázatát, hogy Slaytont engedi az űrbe. Annak ellenére, hogy Roberth Gilruth, az emberes űrrepülési programokért felelős igazgatóhelyettes és William Douglas, a Mercury-program repülőorvosa is az ellenkezőjéről akarta meggyőzni a NASA első emberét, Webb kinyilvánította, hogy „a bizonytalanság miatt nem lenne sem biztonságos, sem politikus felengedni olyan valakit, akinek szívrendellenességei vannak”. Ezzel a kérdés eldőlt: Slayton nem mehet az űrbe. Bár az elsődleges jelölt kijelölt tartaléka Wally Schirra volt, a repülés és a kiképzés késedelmei miatt nem ő számított a legtapasztaltabbnak, hanem a John Glenn mellett a Friendship 7 kiképzésén éppen csak átesett Scott Carpenter. A NASA vezetése ezért őt választotta pilótának és jelentette be 1962. március 15-én a két űrhajós cseréjét. Röviddel azt követően, hogy megkapta a jelölést a repülésre – és ezzel az íratlan jogot a névválasztásra – Carpenter az Aurora 7 hívójelt választotta az űrhajójának.

### A repülés előkészítése
Carpenter repülésére a fő cél – a három Föld körüli fordulatos repülés megismétlése – nem változott, ám három sikeres repüléssel a tarsolyában a NASA kissé más másodlagos célokat tűzött ki, a repülés mérnöki szempontjait lazítani, a tudományos szempontokat erősíteni szerették volna Glenn kiváló eredményeire építve. Arról még korábban döntöttek, hogy az űrhajósok repüléseinek feladattervezéséhez egy állandó bizottságot kell létrehozni, amelyet végül Glenn repülését követően 1962. március 14-én meg is alapítottak Tudományos Feladatok és Kiképzések Ad Hoc Bizottsága az Ember az Űrben Programhoz néven, vagy ahogy vezetője nevén egyszerűbben hívták, a Fisher Bizottságot. A bizottság célja olyan kísérletek kidolgozása volt, amely több tudományos ismerethez juttatta az űrhajós megfigyelései és gyakorlatai révén a szakembereket. E cél érdekében 1962. április 24.-én öt kísérletről döntöttek, amelyeket Carpenter feladatai közé javasoltak: egy színes ballon kiengedését az űrhajóból, amely a repülés során a Mercuryhoz kötve repült, folyadék viselkedésének megfigyelése egy lezárt üvegben a súlytalanságban, egy fénymérő használata egy földfelszíni fényvillanás megfigyelésekor, meteorológiai fotók készítése egy kézi fényképezőgéppel és a légkör fénylésének tanulmányozása.
A kikötött színes ballon egy 75 cm átmérőjű mylar léggömb volt, amelyet összehajtogatva (és a felfújásához szükséges gázt hordozó tartállyal egyetemben) az antennaházban helyeztek el és onnan engedhette ki az űrhajós már a Föld körüli pályán az első keringés végén egy 30 méteres nylon zsinóron. Az egész ballon-csomag egy kilogrammot sem nyomott és a megfigyeléshez sárga, narancs, fehér, foszforeszkáló és fólia natúr alumínium színezésével látták el. A kísérlet célja kettős volt: a színezett felületek fényvisszaverő képességének változásának megfigyelése űrbeli körülmények között, valamint az ilyen magasságon jelentkező légellenállás mérése egy, a zsinórra kötött műszerrel. A második kísérletben a folyadékok súlytalanságbeli viselkedésének vizsgálatakor a repülés időtartama jelentette a vonzerőt a kutatóknak, mivel korábban csak repülőgépekkel, rövid időre sikerült súlytalanságot létrehozni parabolaíven történő repülések során, ezúttal viszont órákig megfigyelhető volt a folyadék, miközben folyamatosan mikrogravitációs környezetben volt. A kísérletek célja az űrhajókon alkalmazott gáz, vagy folyadék halmazállapotú üzemanyag viselkedése, és elhelyezésük, mérésük problémáinak kezdeti feltérképezése volt, amelyek a később alkalmazandó tartályok és szivattyúk tervezéséhez, tökéletesítéséhez segítette a mérnököket. Ehhez a Lewis Kutatóközpontban egy gázzal töltött gömböt készítettek, amelybe 20% térfogatnyi desztillált víz, zöld festék, aeroszol és szilikon keverékéből álló folyadék töltést zártak és kapilláriscsöveket is építettek. A fényvillanás fényméréséhez és a meteorológiai fotók készítéséhez nem volt szükség új eszközökre, csak a repülési tervbe építették be az erre szánt időkereteket. Végül a légkör fénylésének vizsgálatához a Massachusetts Institute of Technology (MIT) dolgozott ki egy rendszert. amelyben a fényképezőgépre szerelt kék és vörös fényszűrőkkel lehetett a nappali félteke horizontját megfigyelni úgy, hogy még pontosabban elválasztható legyen a felszín vonala a fölötte fénylő atmoszférától.
Az újratervezett kísérleti program mellett az űrhajót is érintette némi áttervezés, módosítás. Súlytakarékosság miatt megváltak néhány eszköztől: elhagyták az ún SOFAR bombákat, azokat a mélyvízi tölteteket, amelyek a leszállás során a vízbe hullva jelezték a mentőcsapatok számára a leszállás várható idejét és irányát, valamint radar visszaverődést növelő dipólkötegeket, valamint a kabinon belül az űrhajós mozgását is gátoló térd és mellkas pántokat, az ablakon rögzített vörös szűrőt, az űrhajó Föld feletti helyzetét jelző berendezést és a műszerfalba épített kamerát. Ezek mind vagy olyan túlbiztosításnak számítottak, amelyre bizonyítottan nem volt már szükség, vagy akadályozták inkább az űrhajóst a munkavégzésben, vagy már elég adatot szolgáltattak az előző repüléseken. Természetesen nagy figyelmet kapott az a két részegység is, amely Glenn repülésén gondokat okozott: a leszálló csomag és a kormányfúvóka is. A leszálló csomag új vezetékezést kapott, valamint a kormányfúvókák üzemanyag-ellátó vezetékébe épített szűrőt cserélték más anyagból levőre, illetve magát a csövet is rozsdamentes acélra cserélték, hogy ne kerülhessen az előző két repülésen előforduló fémszilánk a rendszerbe.

## Repülés

### Felszállás

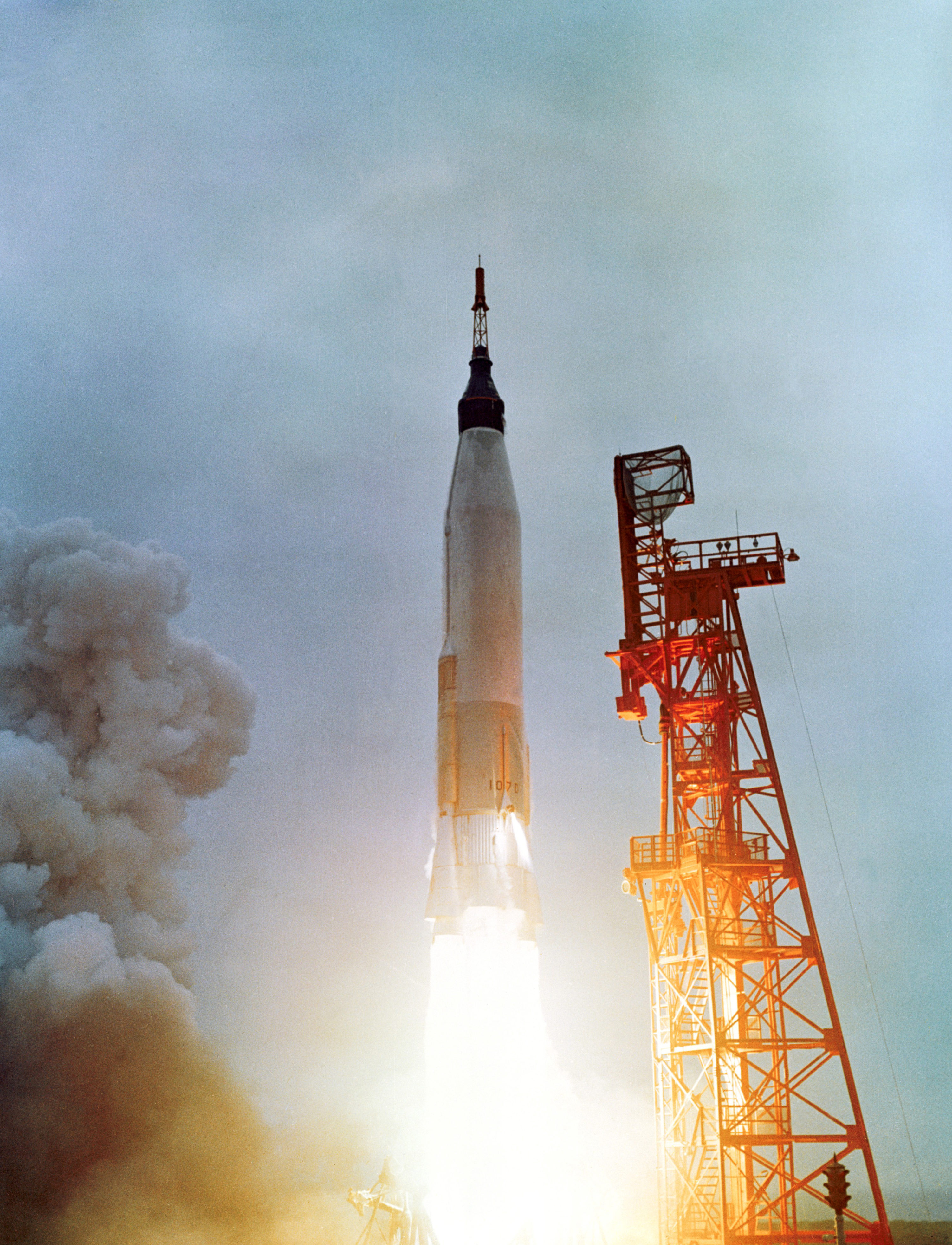
A Mercury–Atlas–7 startja

A „megszokott” halasztások után a startot 1962. május 24-ére tűzték ki. A startfolyamat a megszokott protokollnak megfelelően folyt: a rakétát feltöltötték üzemanyaggal és oxigénnel és felkészítették, az űrhajóst felébresztették, majd társaival elfogyasztották a hagyományos „űrhajós reggelit” és miközben Carpentert beöltöztették és kivitték az indítóállásba, a tartalék űrhajós az űrkabin műszerfalának kapcsolóit állította a megfelelő állásba. A visszaszámlálást ezúttal is rövid megszakítások tarkították, az időjárás sem volt megfelelő (köd volt), csak az előrejelzés mutatta, hogy a tervezett startidőpontra jobbra fordul az idő. Végül Carpenter is beszállt a kabinba. További visszaszámlálás megszakítások következtek, például amikor a startot filmező kamerával támadt probléma, vagy amikor az űrhajós a feleségével és 4 gyermekével váltott még utoljára szót rádión az űrrepülés előtt.
A startra 7:45:16-kor (12:45:16 UTC) került sor, amikor az Atlas mintaszerűen elemelkedett Cape Canaveral 14-es indítóállásából. Carpenter a vártnál halkabb és simább repülésről számolt be, csak a mentőtorony leválása járt nagyobb erőhatással számára. Az ablakon látta, ahogy a mentőtorony lassan a horizont felé süllyed.  5 perc 10 másodperc gyorsítást követően az Atlas főhajtóműve is leállt, az Aurora 7 pályára állt, Carpenter pedig megtapasztalta a súlytalanságot. Még két feladat volt hátra: kézi vezérléssel megfordítani az űrhajót, hogy háttal előre repüljön és megpróbálni megfigyelni a leválasztott rakétafokozatot. A kézi vezérlést kísérletképpen alkalmazták, Glenn repülésén soknak ítélték az üzemanyag felhasználást automata üzemmódban, ezen a repülésen csökkentési céllal megpróbálták a manuális üzemmódot és végül Carpenter kezei között 0,7 kilogramm üzemanyaggal megfordult a kabin, szemben Glenn 2,3 kilogrammjával. A rakétafokozatot is sikerült megtalálni, ahogy lassan támolyogva távolodott és jégkristályokból húzott csóvát maga mögött, ahogy az üzemanyag maradék kiáramlott belőle.

### Keringés

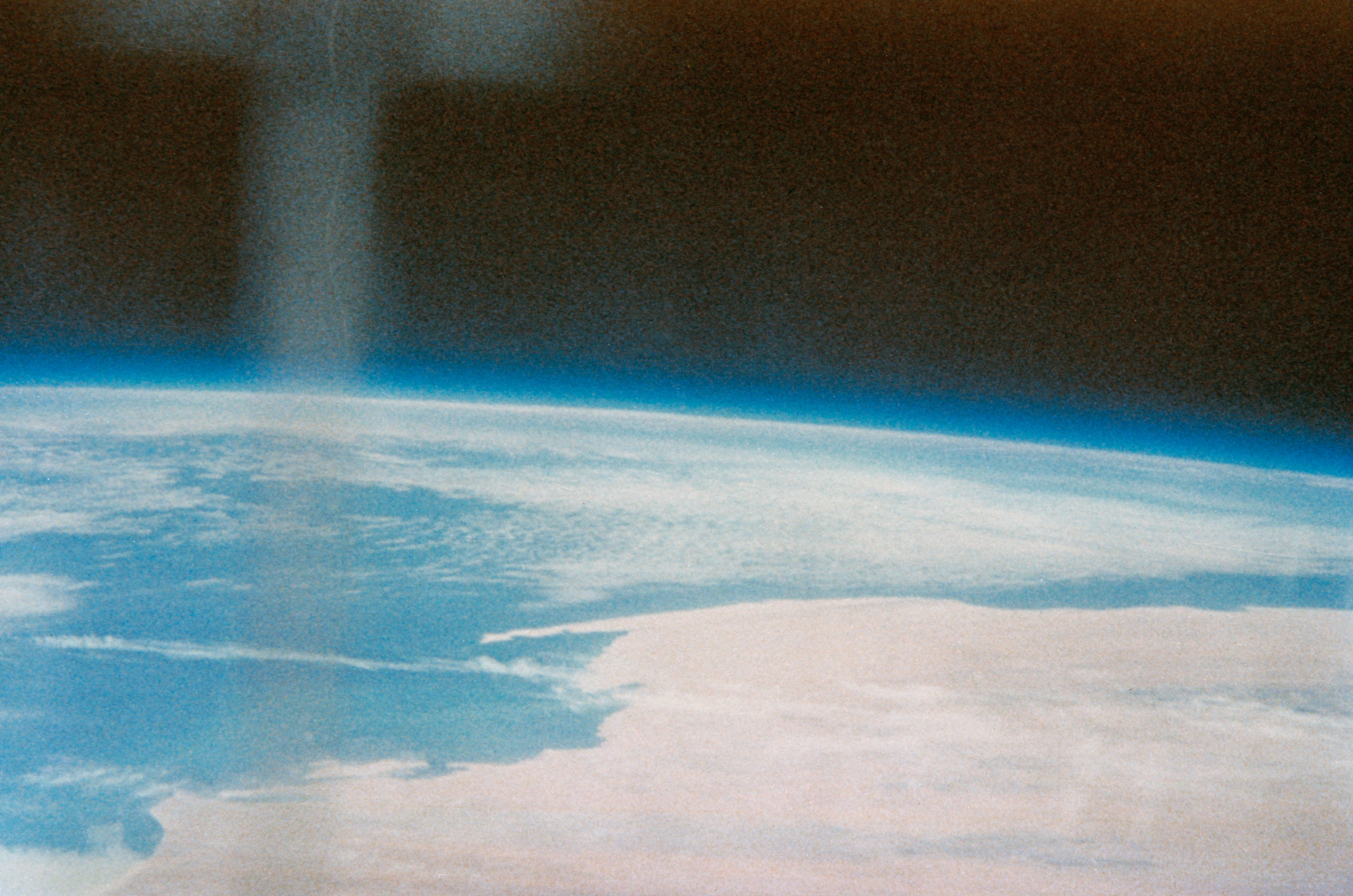
A földfelszín az Aurora 7 fedélzetéről

Carpenter orbitális repülése az Atlanti-óceán átrepülésével kezdődött, az űrhajós első feladata a rendszerek működésének megfigyelése volt. Érdekes volt, hogy a térbeli helyzet pontos beállítását lehetővé tevő érzékelők működését is tökéletesnek jelentette az űrhajós, ám a horizontérzékelő 20°-os eltérésben volt a valós értékhez képest. Az ablakon át végzett megfigyelések az óceán felett még alig nyújtottak témát, csak a kabint egyre messzebbről követő rakétafokozatot látta, amely még a Kanári-szigeteknél is látható volt a távolból. Afrikához közeledve felkészült a fényképezési programra, ám a filmkazetta betöltése nem várt nehézségbe ütközött és az űrhajós időbeosztásában is csúszást okozott. Afrika felett mégis elkészültek az első fotók. Kelet-Afrika partjait elhagyva belépett az éjszakai félgömb fölé. A program szerint ekkor egy periszkópon keresztül kellett a felszín megfigyelésével próbálkozni, ám az eszköz használhatatlannak bizonyult. Az éjszakai megfigyelést zavarta a műszerek tükröződése. A feladatok közé tartozott a csillagok megfigyelése (pozitív eredmény esetén a későbbi expedíciókon történő navigáció alapjait teremthették meg, ahogy aztán néhány év múlva az Apollo-program űrhajósai valóban szextánssal, a csillagok állása alapján pontosították a helyzetüket).
Glenn repüléséhez hasonlóan ismét megpróbálkoztak egy vizuális kísérlettel, csak ezúttal nem az Indiai-óceánon járőröző hajóról, hanem Ausztrália sivatagi vidékeiről lőttek fel világító bombákat. A kísérlet ezúttal is meghiúsult a felhőtakaró miatt (a tervek szerint a második és harmadik keringésben is megismételték volna a kísérletet, ám az időjárási kondíciók miatt ezeket törölték). A Csendes-óceán fölé érve a Carpenter testhőmérsékletét mérő szenzor hibásodott meg (38,9 fokos „lázat” jelzett), ám innentől kezdve a „rendszerben benne maradt a hiba”, mivel minden rádióállomás kezelő megkérdezte Carpentert a fizikai hogylétéről. A repülés ezen szakaszában jött el az étkezés ideje is, ami szintén nem várt problémát okozott. A repülésre újfajta űrhajós ételeket fejlesztettek ki, Glenn tubusos, paszta állagú ételei helyett müzliszelethez hasonló ételt kapott az űrhajós, ám a jelentése szerint a szelet morzsálódni kezdett. A problémát a súlytalanságban lebegő morzsák jelentették, amelyeket légzés közben beszippanthatott az űrhajós, illetve a kesztyűk is okoztak problémát, mivel a sisakmikrofon mellett az ormótlan kesztyűkkel nehéz volt az ételt bejuttatnia az űrhajósnak a szájába.
Már a második keringésben járt, amikor eljött az űrhajó manuális kormányzásának ideje. A tesztek sikerültek, bár Carpenternek nehézséget okozott a kabin forgások utáni újra stabilizálása. További problémát jelentett, hogy a túlzsúfolt műveleti program miatt Carpenter néha figyelmetlenné vált, ami miatt összesen hatszor aktiválta véletlenül az „érzékeny kormányzási módot”, amelyben kis kormánykitérítés esetén is nagyobb tolóerővel mozgatta a rendszer a kabint, ami többlet üzemanyag felhasználáshoz vezetett a tervezetthez képest. A második keringés során került sor a színes léggömb kieresztésére és megfigyelésére. A kísérlet félsikert hozott, mivel a ballon nem fújódott fel teljesen és csak két szín lett látható belőle, illetve a mozgása is kaotikus volt. Ennek ellenére Carpenternek sikerólt némi légellenállást mérnie. Amikor később az űrhajós változtatott az űrhajó helyzetén, a ballon zsinórja rácsavarodott az antennaházra. Amikor végül Carpenter le akarta választani és útjára engedni a ballont, az ottmaradt az antennaház mellett és nem távolodott el.
A harmadik keringés az üzemanyagtakarékosság jegyében telt. Mire a repülés ebbe a fázisába ért, vészesen lecsökkent a helyzetszabályzó rendszer hidrogén-peroxid hajtóanyaga, így Carpenternek takarékoskodnia kellett, ami azt jelentette, hogy hagyták sodródni az űrhajót a pályáján. A sodródást azonban tesztként fogta fel az irányítás: a későbbi, hosszabb Mercury repülésekhez, amikor az űrhajósnak alvási periódusokat is be kellett tervezni, kalkulálni lehetett a kormányzás nélküli repülés hatásait az űrhajó térbeli helyzetére. A harmadik keringés során az űrhajós vizuális megfigyeléseket végzett, a horizont alá süllyedő – a légkör fénytörése miatt ellapuló – Napot fényképezte, illetve sikerült megfigyelni a légkör fénylő rétegét is.
Egy korábbi rejtélyre is fényt derített a harmadik keringés, John Glenn „szentjánosbogarainak” mibenlétét is sikerült megállapítani. Korábban Carpenternek is sikerült a Glenn által megfigyelt jelenséghez nagyon hasonlót megfigyelnie: minden napfelkeltekor kis részecskék jelentek meg a kabin körül, bár Carpenter inkább hópelyheknek írta le őket és nem látta annyira intenzíven fényleni őket, mint Glenn. A harmadik körben egy fény intenzitás mérést akart végezni éppen Carpenter és amikor az erre használatos eszközért nyúlt, véletlenül beverte a kezét a kabinajtóba, amitől odakinn egy kisebb jégszilánkokból álló felhő szállt fel az ablak előtt. Ezután már szándékosan ütött egyet az ajtóra, ami újabb felhőt eredményezett, majd a harmadik ütés is ugyanezzel járt. Ebből az irányítással közösen levonhatták azt a következtetést, hogy a kabin külső falára apró jégkristályok tapadnak, amelyek a napsütéstől, vagy éppen valamilyen mechanikai hatásra leválnak és felhőt alkotnak, majd a Nap megvilágításától hatására kisebb-nagyobb mértékben fénylenek.

### Leszállás

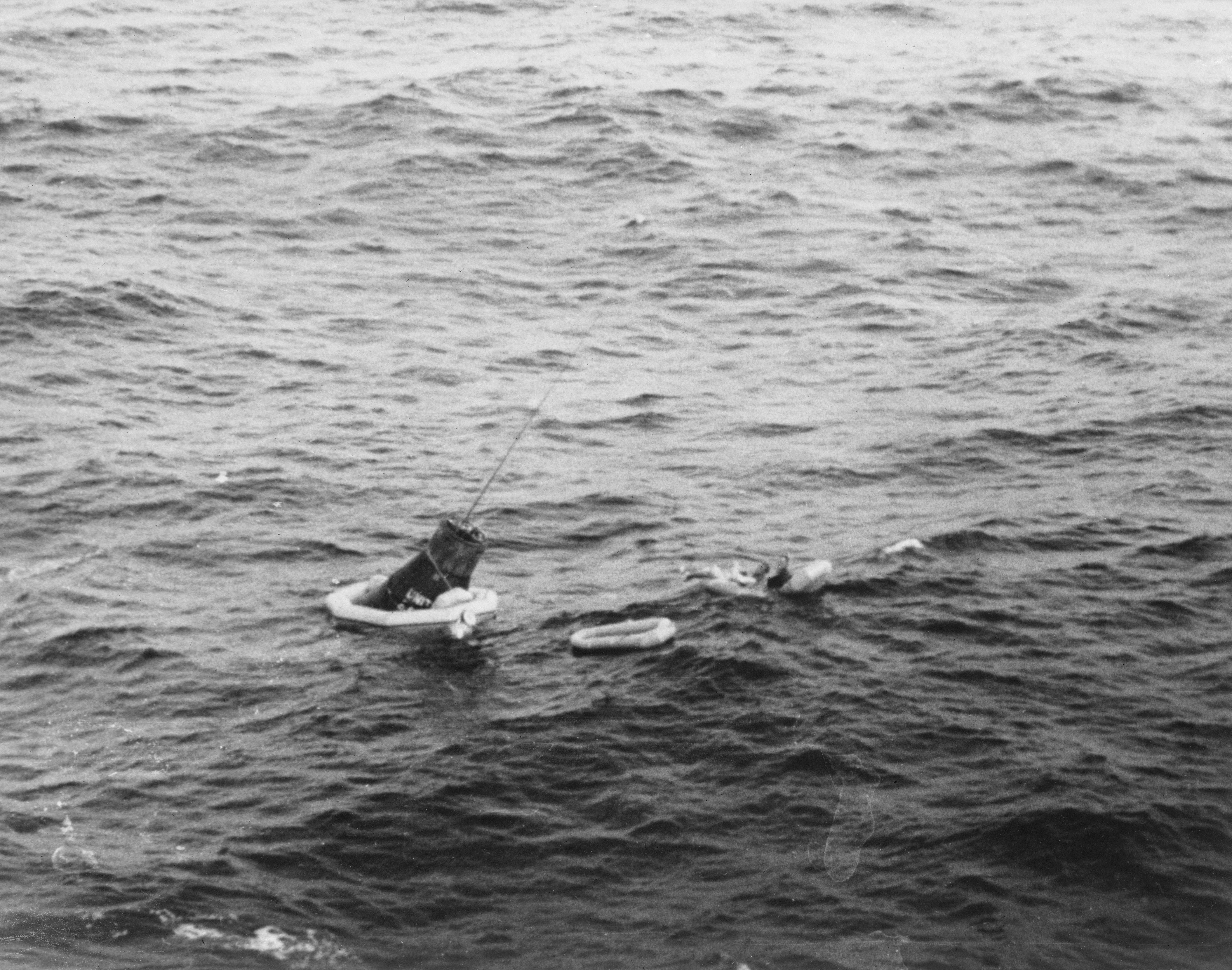
Az Aurora 7 mentés közben

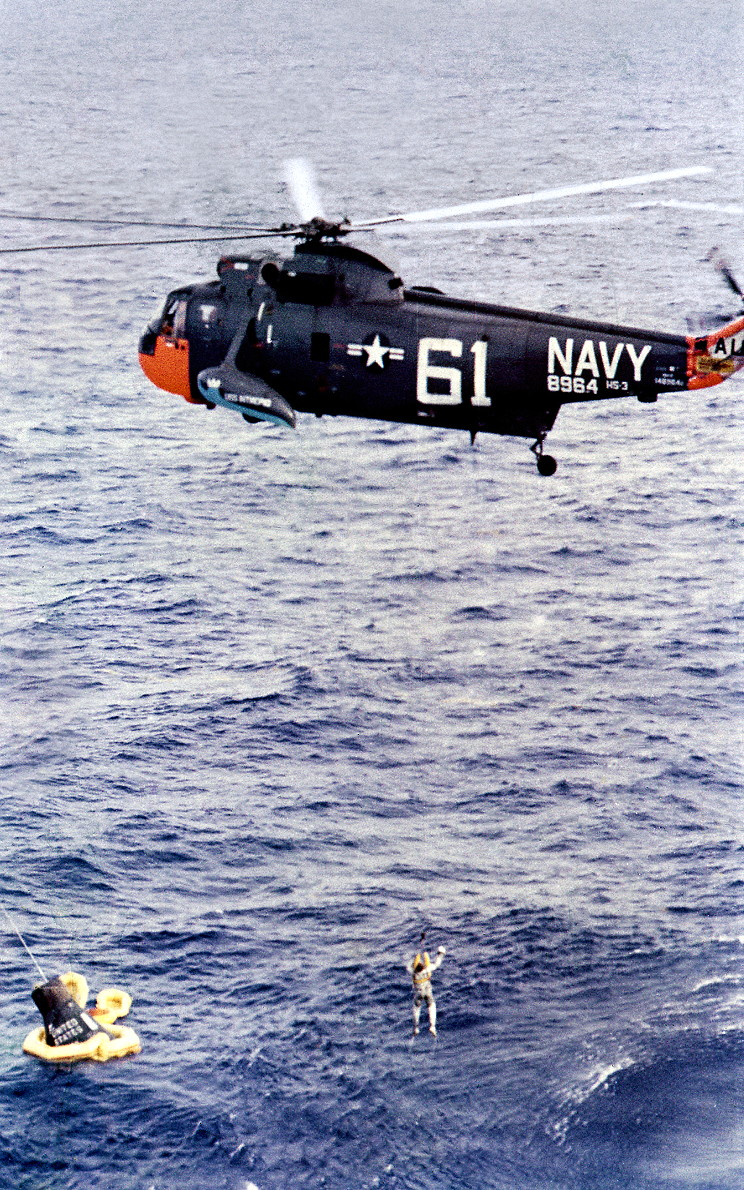
Carpenter helikopteres kiemelése

A leszállásig mintaszerű repülés éppen a jégkristályokkal kapcsolatos jelenség megoldása miatt fordult majdnem kudarcba. Carpenter a jégszilánkok megfigyelése közben nem koncentrált eléggé a repülési tervre, pedig akkor már a fékezés előkészületeivel, az űrhajó térbeli helyzetének beállításával kellett volna foglalkoznia. Ám az időben történő művelet helyett az űrhajós elkésett és kapkodnia kellett a kézi kormányzásról automatára való áttérés közben. Azonban az automatikus stabilizációs rendszer hibásan működött, az űrhajó nem vette fel a fékezéshez szükséges helyzetet. Carpenter megpróbált úrrá lenni a helyzeten és ismét manuális irányításra maga beállítani a megfelelő helyzetet, ám eközben elfelejtette az automatikus rendszer üzemanyag ellátását elzárni. Hozzávetőleg 10 percen keresztül repült úgy, hogy mindkét rendszer üzemanyaga fogyott. Ráadásul a kézi helyzetbeállítás sem volt megfelelő, az előírásos 34 fokos állásszög helyett 25 fokot sikerült elérni, így a fékezéskor a rakéta nem a megfelelő vektor mentén lassította az űrhajót. Maga a fékező manőver indítása is elkésett 3 másodperccel. A fékezés után kb. 10 percnek kellett eltelnie, hogy megérezze a lassulást, Carpenter ez alatt az idő alatt realizálta a manuális és az automatikus rendszer párhuzamos működését és a hiba megszüntetése közbeni kapcsolgatás közben az üzemanyag-maradék kritikusan alacsony mértéke derült ki számára, a manuális rendszer tankja lényegében üres volt, az automatikus 15%-on állt. A maradékra a légköri repülési fázisban Glennél is tapasztalt himbálózás tompításához volt szükség, ezért semmiféle további manővert nem indíthatott az űrhajós.
Florida partjait is elhagyta az Aurora 7, amikor Carpenter érzékelni kezdte a lassulást, majd nem sokkal később a kabin kemény himbálózásba is kezdett. Ezt sikerült tompítani egy tartalék kiegyenlítő rendszerrel, majd az űrhajó az atmoszféra egyre sűrűbb rétegeibe lépett és Carpenter is megtapasztalta, hogy az izzó levegő miatt egy tűzgolyó közepén ül. A lassulás közben elérte a legmagasabb értéket és Carpenter számára a levegővétel is erőfeszítésbe került. 24 000 és 21 000 méter között az üzemanyag maradéka is elfogyott, az űrhajó innentől stabilizálatlanul repült tovább. 15 000 méteren a himbálózás átlépte a kritikus +/- 10 fok mértéket. Carpenter elgondolkodott azon, hogy idő előtt aktiválja a kis kihúzó ernyőt, ami egyrészt stabilizálta a főernyő nyitása előtt a kabint, majd kihúzta a házából a főernyőt – ezzel megszüntetve a veszélyes himbálózást, de kockáztatva, hogy elszakad az ernyő, vagy a zsinórja és a főernyő nyitása lehetetlenné válik –, de végül elvetette a gondolatot és csak 7500 méteren aktiválta azt. Egészen 2900 méterig süllyedt az űrhajó, amikor Carpenter manuálisan nyitotta a főernyőt, amely rendben belobbant és nem sokkal később vízre tette az Aurora 7-et. Az űrhajós nem tudta, hogy mennyire pontosan szállt le a tervezett leszállási ponthoz képest, de Gus Grissom utolsó rádióüzenete szerint a mentőerőknek több mint egy óra kellett, hogy elérjék, ez azt jelentette, hogy viszonylag messze sikerült a vízre szállni a kijelölt ponttól. A valóságban Carpenter 405 kilométerre volt attól a ponttól, ahová várták (a nem megfelelő fékező irányvektor, a fékező gyújtás késedelme és a fékezőrakéták névlegestől kisebb teljesítménye miatt). A vízfelszínen ringatózó űrhajóval a rádiókapcsolat is megszakadt.
A Cape Canaveral-en várakozó újságírók és tudósítók számára az űrhajó vártnál merőben más pályája, a kapcsolat hosszú időre való megszakadása azt sugallta, hogy a NASA elvesztette az űrhajót és esetleg Carpenter nem is él. Walter Cronkite, a legendás tudósító a CBS nézőinek be is jelentette: „attól tartok, hogy talán elvesztettünk egy űrhajóst”. Maga a NASA is a legrosszabbra kezdett készülni, amikor Walt Williams, a rádiókövetésért és mentésért felelős jelezte, hogy „elvesztették” az űrhajós (hivatalosan ez a rádiójel elvesztését jelentette), a sajtósok elkezdték keresni a leírásokban, hogy milyen protokollt kell követni, ha egy űrhajós halálát kell bejelenteni. A sajtó útján tájékozódó közvélemény 40 percig semmit sem tudott Carpenterről, amikor végre az első jó hír érkezett, miszerint egy haditengerészeti repülőgép fogta az űrhajó automatikus rádiójelét, amelyet vizet érés után kezdett sugározni a Mercury kabin (ami azt jelentette, hogy az űrhajó baj nélkül, egyben szállt le). További húsz perc várakozás után John A. Powers, a NASA sajtó felelőse közölte a hírt, hogy „épp most kaptuk a jelentést egy a leszállási körzetben tartózkodó repülőgépről, hogy látják az űrhajót és egy mentőcsónakot is látnak, benne egy Carpenter nevű úriemberrel”.
Carpenter úgy döntött – elsősorban a kabinban közel 40 fokra emelkedő hőmérséklet miatt –, hogy kimászik a kabinból a túlélőkészletben levő felfújható gumicsónakba. Ezzel viszont teljesen elszigetelődött a külvilágtól, mivel a csónakban nem volt rádió. A mentőalakulatok az ereszkedés közben a radaron követték az űrhajó röppályáját és tudták, hogy hová szállt le az Aurora 7, ám a rádiókapcsolat miatt nem tudták, hogy mi van az űrhajóssal. 1 óra 7 perc után sikerült immár egy ejtőernyővel ledobott békaember útján kapcsolatba lépni Carpenterrel, majd további 24 perc múlva ért oda az első hidroplán, amely leszállhatott a vízre az űrhajó mellett. A légierő és a haditengerészet rivalizálása miatt azonban elvetették, hogy az űrhajós a hidroplánra szálljon, helyette meg kellett várni, míg az eredeti terv szerint az őt és a kabint is kiemelni képes helikopter jöjjön érte. Carpenter így 4 óra 15 perccel a vízreszállása után érkezett a USS Intrepid fedélzetére. Ironikus módon a kabint külön, egy másik hajóra, a USS Pierce rombolóra emelték ki.

## A repülés utóélete

### Közvetlen események
A repülést követően az űrhajós még az Intrepid fedélzetén átesett az első orvosi vizsgálaton, majd fogadta Kennedy elnök hívását, amelyben az elnök megkönnyebbülésének adott hangot, Carpenter tréfásan elnézést kért, hogy „nem célzott jobban az űrhajóval” a leszálláskor. Ezt követte Carpenter Turks és Caicos Grand Turk szigetére szállítása és a repülési tapasztalatok összegzése. A részletesebb orvosi vizsgálatok, illetve a repülés tapasztalatainak lejegyzést követően Carpenter Cape Canaveralre repült, ahol a korábbi repülésekhez hasonló protokoll események következtek. James Webb, a NASA első embere a Kiváló Szolgálatért Érdeméremmel tüntette ki az űrhajóst, majd egy sajtótájékoztatón a közvéleményt is megismertették Carpenter élményeivel, érzéseivel, amelyek a repülés során keletkeztek. A legtöbb kérdés a 400 kilométeres céltévesztésre vonatkozott.
Az ünnepségeket követően Carpenter is ünneplő körútra indult. Elsőként szülővárosába, Boulderbe ment, majd onnan Denverbe, majd onnan tovább Langleybe. Itt aztán megkezdődhetett a tapasztalatainak részletes összeírása. Az űrhajós elmondta, hogy a feladatok tovább tartottak, mint a műveleti tervben rájuk szánt időkeret engedte volna, ezért bár tudatában volt a feladatainak, folyamatosan késésben volt. További probléma volt, hogy maga a műveleti terv csak éppen a repülés előtt készült el, ezért nem volt gyakorlott benne az űrhajós, így Carpenter javasolta, hogy előbb legyen kész a következő repülések terve és előbb bocsássák a repülésre készülő jelölt rendelkezésére. Szó került az üzemanyag-felhasználásra is, amelyre az űrhajós azt a javaslatot adta, hogy az üzemmódok váltásakor a másik üzemmódokhoz tartozó szelepek automatikusan zárjanak.
Az űrkabin repülés utáni felmérése is megtörtént, még a hajón, ahová kiemelték. Az első megfigyelést még a vízben megtették a szakemberek: a kabin 45 fokban dőlt meg, az előző repüléseken tapasztalt 15-20 fokkal szemben. A kiemelés után mintegy 300 liter tengervizet is találtak benne (Carpenter később nem tudott számot adni róla, hogy mikor kerülhetett ilyen sok víz a kabinba, amely nem szivárgott, vagy süllyedt. A kabin külsején kisebb sérülések voltak, ám ezt a kiemelés számlájára írták, nem keletkezhettek repülés közben. Az egyetlen komolyabb hiány a hőpajzs központi dugójának elvesztéséből származott. A NASA sosem ismerte el nyilvánosan, de az elemzések számos hibát tártak fel, amelyet Carpenter követett el, olyan sokat, hogy Carpenter kiesett abból a körből, ahol a még későbbi repülésre számot tartó űrhajósokat jegyezték.

### A Mercury–program irányváltása
Az már German Tyitov repülésével nyilvánvalóvá vált, hogy egy három keringéses repülés nem elég az oroszokkal szembeni visszavágásra, ezért a NASA-nak hosszabb repülésekre volt szüksége. Ehhez társult az a szükségszerűség, hogy a John F. Kennedy által 1961. május 25-én bejelentett Apollo-program célkitűzéseihez is hosszú űrrepülésekre volt szükség. Logikus lépés volt tehát, hogy a NASA a hosszabb repülések felé forduljon, egyedül az volt kérdéses, hogy két 3 fordulatos repülés elegendő tapasztalatot szolgáltatott-e a továbblépéshez. Az űrügynökség azon volt, hogy még egy Glennéhez és Carpenteréhez hasonló repülést végezzen, ám politikai nyomás nehezedett rájuk, hogy minél hamarabb érjék be Tyitov teljesítményét. Végül 1962. június 27-én a NASA bejelentette, hogy a következő Mercury repülés már 6 Föld körüli fordulatot fog teljesíteni, Wally Schirra űrhajóssal a fedélzeten. Így tehát hiába teljesítette – Carpenter repülésével – duplán is a Mercury-program az eredetileg elé tűzött fő célt, az űrversenybeli lemaradás a hardverben rejlő lehetőségek további feszegetését kényszerítette ki a NASA-ból.

### Magyar oldalak
- 400 kilométeres eltévedés: 45 éve repült a Mercury-7 Űrvilág.hu; 2007.05.24

### Külföldi oldalak
- A Mercury-program hivatalos honlapja (Kennedy Space Center)
- Alexander, C. C.. This New Ocean: a History of Project Mercury. USA: NASA (1966). ISBN 1934941875